# Henry L. Dawes
Pour les articles homonymes, voir Dawes.
Henry Laurens Dawes (30 octobre 1816 – 5 février 1903) est un sénateur américain du Parti républicain et représentant de la Chambre des États-Unis, connu pour la Loi Dawes, destinée à stimuler l'assimilation des Amérindiens en arrêtant le système de gouvernement tribal et leur contrôle des terres communales.

## Vie et carrière
Dawes est né à Cummington (Massachusetts) en 1816. Après être diplômé de l'université Yale en 1839, il enseigne à Greenfield (Massachusetts), et publie également The Greenfield Gazette. En 1842, il est admis au barreau et commence la pratique du droit à North Adams, où il édite pendant quelque temps le North Adams Transcript.
En 1869, Dawes devient l'un des membres fondateurs du Monday Evening Club, un club littéraire masculin, à Pittsfield, dans le Massachusetts. L'après-guerre de Sécession a été une période riche en création de confréries et de sociétés civiles.
Henry Dawes est mort à Pittsfield, dans le Massachusetts, le 5 février 1903.

### Carrière politique
Dawes sert à la Chambre des représentants du Massachusetts en 1848-1849 et, en 1852, au Sénat de l'État en 1850, et dans la Massachusetts Constitutional Convention de 1853.
De 1853 à 1857, il est procureur de district pour le district de l'ouest du Massachusetts. Il est élu à la Chambre des représentants des États-Unis en 1856, jusqu'en 1875.
À la fin de l'année 1871 et au début de 1872, Dawes devient un ardent partisan de la création du parc national de Yellowstone, dans le but de préserver sa nature et ses ressources. En mars 1871, il prend en charge les financements fédéraux pour la cinquième commission géologique des territoires de Ferdinand Vandeveer Hayden qui devient un personnage clé dans la création du parc. Le fils d'Henry, Chester Dawes, est membre de cette commission. Le premier bateau de commerce sur le lac Yellowstone, Annie, aurait été nommé en l'honneur de sa fille, Anna Dawes. Lorsque le projet de loi est présenté devant le Congrès, Dawes est l'un de ses plus actifs partisans.
En 1875, il est choisi par la législature de l'État pour succéder à William B. Washburn en tant que sénateur du Massachusetts, jusqu'en 1893.

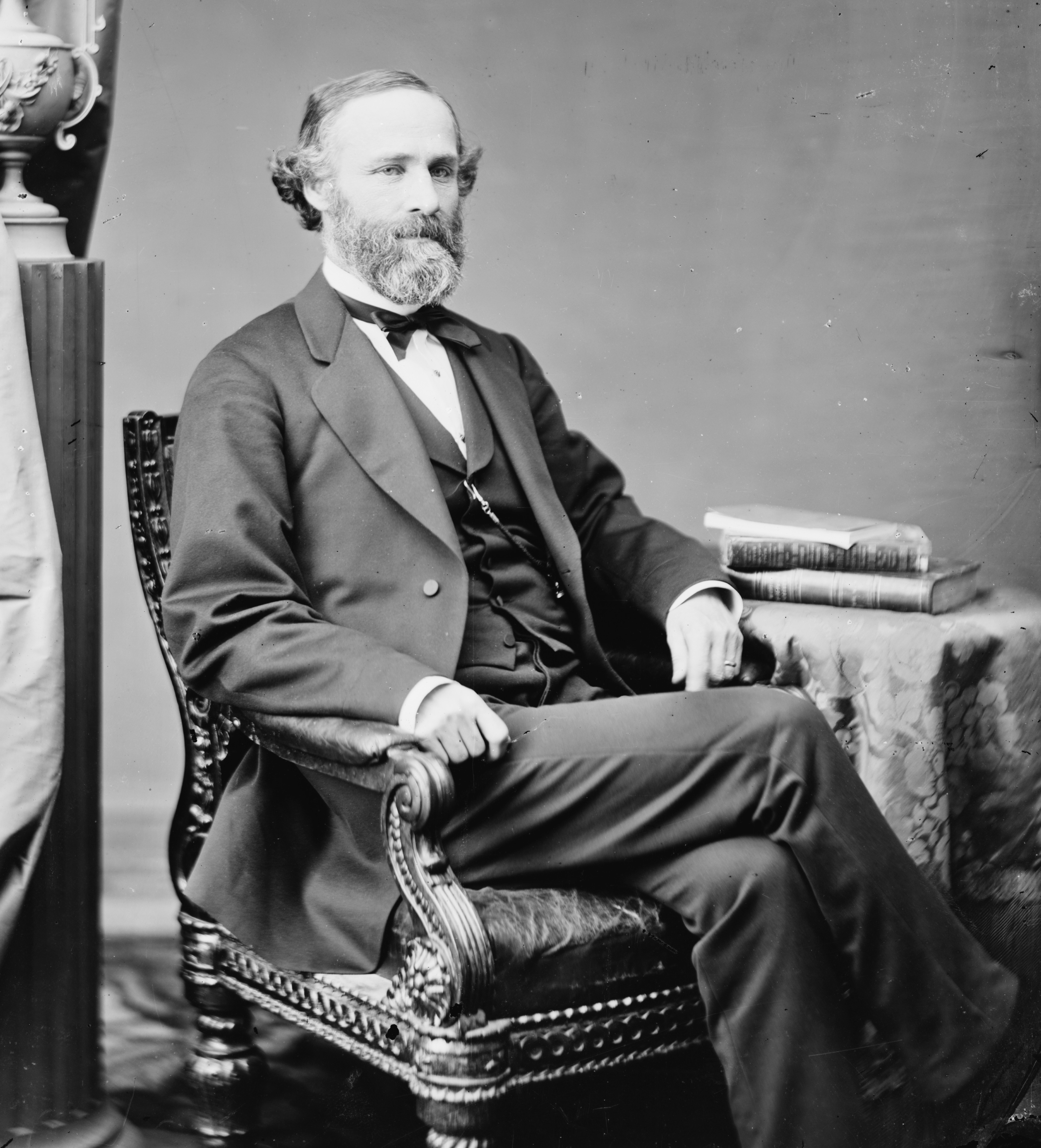
Henry L. Dawes

Au cours de cette longue période d'activité en tant que législateur, Dawes fait partie de la Chambre des moyens et des crédits des comités électoraux. Il prend un rôle important dans la lutte contre l'esclavage et dans la Reconstruction pendant et après la guerre de Sécession, en augmentant les tarifs douaniers et en mettant en place une taxe sur la vente de poissons.
Au Sénat, Dawes est président du Comité sur les affaires indiennes. Il se concentre sur la promulgation de lois qui, de son point de vue, sont bénéfiques pour les Amérindiens. À la fin du XIXe siècle, après les guerres indiennes, il y avait la crainte largement répandue au sujet de la disparition des Amérindiens et de leurs tribus.
La plus célèbre réalisation de Dawes au Congrès est l'adoption, en 1887, de la General Allotment Act de 1887 (Dawes Act), ch. 119, 24 Stat. 388, 25 U. S. C. § 331et seq., qui a autorisé le président des États-Unis à inspecter les terres tribales et les diviser en parcelles individuelles attribuées aux familles amérindiennes et aux hommes célibataires. Le Dawes Act avait pour but d'assimiler les Amérindiens en faisant disparaître les systèmes de gouvernance traditionnelle des tribus, notamment le fait de mettre leurs terres en commun, tout en les encourageant à développer une agriculture de subsistance. La loi a été promulguée le 8 février 1887, et porte le nom de son rapporteur : Henry Dawes. La loi a été modifiée en 1891, en 1898 par le Curtis Act, et en 1906, par le Burke Act.
La Commission Dawes, mise en place par un financement du Bureau des affaires indiennes en 1893, est créé, non pas pour faire appliquer la Loi, mais pour tenter de convaincre certaines tribus, non concernées par cette Loi en raison de traités précédents, d'accepter le plan d'attribution. C'est cette commission qui a enregistré les membres des Cinq tribus civilisées et des nombreux Amérindiens dont les noms apparaissent sur les rouleaux. Le Curtis Act de 1898 a étendu les dispositions de la Loi Dawes pour les Cinq tribus civilisées, abolissant les compétences tribales sur leurs terres communes[réf. nécessaire].
En quittant le Sénat en 1893, Dawes devient le président de la Commission pour les Cinq tribus civilisées (Dawes Commission) et assume cette fonction pendant dix ans. Il négocie avec les tribus la dissolution de leurs terres communes ainsi que la fin du système de gouvernance tribale, dans l'optique de faire que les tribus fassent partie intégrante des États-Unis. Sous le Dawes Act, les Amérindiens perdent près de 90 millions d'acres (360 000 km2) de terres, soit environ les deux-tiers de la surface de leur territoire de 1887. Environ 90 000 Amérindiens ne vont plus posséder aucune terre. La Loi contraint les Amérindiens à vivre dans des petites parcelles de terre éloignées de celles de leurs proches. La politique d'attribution des parcelles réduit l'assise territoriale des tribus et fait disparaître la chasse comme moyen de subsistance, créant une crise pour de nombreuses tribus.
La Calvin Coolidge Administration a étudié les effets de la loi Dawes et ses conséquences pour les Amérindiens dans le Meriam Rapport, achevé en 1928. Il a constaté que la loi Dawes avait été utilisée illégalement pour priver les Amérindiens de leurs droits fonciers.